# Serethor
Serethor was een vroeg-dynastieke koningin aan het eind van de 1e dynastie van Egypte. Zij leefde aan de zijde van koning (farao) Den. Er is weinig over haar geweten.
Serethor is bekend van een stele in Abydos (Oemm el-Qaäb). Zij werd daar mogelijk begraven in het grafcomplex van Den. De vorige Egyptische koningin was mogelijk Semat. Als opvolgster geldt Merneith.

## Titels
Serethor droeg voor zover bekend geen koninginnentitels.